# Чилоэ (национальный парк)
Национальный парк Чилоэ (исп. Parque Nacional Chiloé) — национальный парк в Чили на острове Чилоэ, основанный 17 ноября 1982 года на территории 42 567 гектаров. Состоит из двух главных кластерных участков: Чепу (коммуна Анкуд) и Абатао, который является частью коммун Кастро, Чончи и Далкауэ.

## Климат
Среднегодовая температура составляет около 11 °С, однако температура самого тёплого месяца не превышает 14 °C. Столь ровная на протяжении всего года температура создаёт уникальные климатические условия.

## Биоразнообразие
Преобладающим растительным формациями являются вальдивские леса, а также леса, состоящие из вечнозеленых деревьев, кустарников и лиан. Также есть участки торфяных болот и сообщества, образованные Tepualia stipularis (тепуаль). Преобладающими растениями являются Laureliopsis philippiana, Aextoxicon punctatum и Nothofagus dombeyi, Myrceugenia exsucca, Luma apiculata, Pilgerodendron uviferum. Из-за островного положения территории в фауне отмечается наличие редких и эндемичных видов животных: дарвиновская лисица, опоссум Чилоэ, мышь Эдвардса, древесная мышь Irenomys tarsalis, пуду, выдры Lontra felina и Lontra provocax и южный морской лев.